# Саникидзе, Тамар
Тамар Саникидзе (груз. თამარ სანიკიძე; род. 30 августа 1978 года в Тбилиси, Грузинская ССР) — министр образования и науки Грузии с июля 2013 по июнь 2016 года.

## Биография и карьера
Родилась в Тбилиси. В 1999 году окончила Тбилисский государственный университет по специальности «Английский язык и литература». В 2000 году получила степень магистра в Грузинском институте общественных дел.
С 2005 по 2009 год работала в представительстве Урбанского университета в Грузии, а с 2009 по 2012 — в Грузинском институте общественных дел. В октябре 2012 года стала заместителем Георгия Маргвелашвили, занимавшего в тот момент пост министра образования и науки.
В июле 2013 сменила Маргвелашвили, который покинул пост министра для участия в президентских выборах. На посту оставалась до 3 июня 2016. По решению премьер-министра Георгия Квирикашвили новым министром стал Александр Джеджелава.